# Etheostoma zonifer
Etheostoma zonifer är en fiskart som först beskrevs av Carl Leavitt Hubbs och Mott Dwight Cannon, 1935.  Etheostoma zonifer ingår i släktet Etheostoma och familjen abborrfiskar. Inga underarter finns listade i Catalogue of Life.